# Confucio del Monte Ni
El Confucio del Monte Ni es una estatua de 72 metros de altura de Confucio de pie que se encuentra en Qufu, China. Su construcción finalizó en 2016. Se apoya sobre una base de 12 metros de altura, lo que eleva la altura total del monumento a 84 metros. En 2019, era la decimonovena estatua más grande del mundo.